# Coprinopsis triplex
Coprinopsis triplex är en svampart som först beskrevs av Peter D. Orton, och fick sitt nu gällande namn av P. Roux & Guy Garcia 2006. Coprinopsis triplex ingår i släktet Coprinopsis och familjen Psathyrellaceae.   Inga underarter finns listade i Catalogue of Life.